# Panomya aquaticavis
Panomya aquaticavis is een tweekleppigensoort uit de familie van de Hiatellidae. De wetenschappelijke naam van de soort is voor het eerst geldig gepubliceerd in 1988 door Tiba.